# 룩셈부르크의 경제
룩셈부르크의 경제는 금융, 철강, 산업 부문에 크게 의존하고 있다. 룩셈부르크는 세계에서 가장 높은 1인당 국내총생산(CIA 2018년)을 누리고 있다.
관광 문학에서 룩셈부르크는 "유럽의 녹색 심장"이라고 불리지만, 룩셈부르크의 목축지는 고도로 산업화되고 수출 집약적인 지역과 공존한다. 룩셈부르크의 경제는 독일과 상당히 비슷하다. 룩셈부르크는 산업화된 민주주의 국가 중에서 매우 드물게 경제적 번영을 누리고 있다.
2009년, 경제 대침체로 인해 경제, 특히 은행 부문을 부양하기 위한 정부의 조치로 인해 5%의 재정적자가 발생했다. 그러나 2010년에는 1.4%로 감소하였다.
2017년의 (예상) 수치는 다음과 같다. 성장률 4.6%, 인플레이션 1.0%, 재정적자 1.7%는 2020년에 0.8%로 감소, 부채: 20.4%는 회계 연도에 새로운 부채를 부담할 필요가 없다.

## 부문
2013년 GDP는 605억 4천만 달러였으며, 금융 부문을 포함한 서비스는 86%를 생산했다. 금융 부문은 GDP의 36%, 산업은 13.3%, 농업은 0.3%를 차지했다.

### 은행업
은행업은 룩셈부르크 경제에서 가장 큰 부문이다. 2019년 국제 금융 센터 지수에서 룩셈부르크는 세계에서 25번째로 경쟁력 있는 금융 센터로 선정되었으며, 유럽에서는 런던, 취리히에 이어 3번째로 경쟁력이 높은 금융 센터로 선정되었다. 그 나라는 국경을 넘는 기금 관리 사업을 전문으로 하고 있다. 룩셈부르크의 국내 시장은 상대적으로 작기 때문에, 룩셈부르크의 금융 중심지는 주로 국제적이다. 2009년 3월 말, 룩셈부르크에는 152개의 은행이 있으며 27,000명 이상의 직원을 두고 있다. 정치적 안정, 좋은 커뮤니케이션, 다른 유럽 센터로의 손쉬운 접근, 숙련된 다국어 직원, 은행 비밀 유지의 전통, 국경 간 금융 전문 지식 모두 금융 부문의 성장에 기여했다. 이러한 요소들은 2012년 부패인식지수 8.3과 DAW 지수 10위에 기여하였다. 독일은 단일 은행 중 가장 큰 그룹을 차지하고 있으며, 스칸디나비아 은행, 일본 은행, 그리고 미국의 주요 은행들도 크게 대표적이다. 2008년 말 총 자산은 9290억 유로를 초과했다. 룩셈부르크에는 9,000개 이상의 지주회사가 설립되어 있다. 유럽 연합의 금융 기관인 유럽 투자 은행도 그곳에 위치해 있다.
룩셈부르크의 은행 비밀 유지법과 조세 피난처로서의 명성에 대한 우려로 2009년 4월 G20은 룩셈부르크를 "그레이 리스트"로 시켰지만, 2009년에 삭제되었다. 이러한 우려로 룩셈부르크는 유럽 연합 회원국의 조세 당국과의 충돌을 피하기 위해 조세 법률을 수정하게 되었다. 예를 들어, 1929년 지주회사는 유럽 위원회에 의해 불법적인 국가 지원으로 간주되어 2010년 12월 31일 금지되었다.

### 농업
룩셈부르크의 작지만 생산적인 농업 부문은 주로 EU와 정부로부터 많은 보조금을 받고 있다. 노동력의 약 1~3%를 고용하고 있다. 대부분의 농부들은 낙농과 육류 생산에 종사한다. 모젤 계곡의 포도밭에서는 매년 약 1,500만 리터의 백포도주를 생산하며, 대부분은 룩셈부르크와 독일, 프랑스, 벨기에에서 덜 큰 규모로 소비된다.

## 노동 관계
노동 관계는 1930년대부터 평화로웠다. 대부분의 산업 노동자들은 주요 정당 중 하나에 연계된 노조들에 의해 조직된다. 기업, 노조, 정부의 대표들이 주요 노동교섭에 참여한다.
외국 투자자들은 대공국에 자리를 잡은 주된 이유로 룩셈부르크의 노동 관계를 꼽는다. 1999년 실업률은 평균 노동력의 2.8% 미만이었지만, 2007년에는 4.4%에 달했다.

## 에너지
1978년, 룩셈부르크는 1,200 MW의 원자로를 건설하려고 했지만, 주요 항의의 위협이 있은 후 계획을 포기했다. 현재 룩셈부르크는 에너지 발전의 대부분을 수입 석유와 천연 가스를 사용하고 있다.

## 교통편
룩셈부르크는 효율적인 도로, 철도, 항공 운송 시설을 갖추고 있다. 도로망은 최근 몇 년 동안 수도와 인접 국가를 연결하는 147km의 자동차 도로로 상당히 현대화되었다. 파리로 가는 고속 TGV 노선의 출현으로 도시의 철도역이 개조되었고, 룩셈부르크 공항의 새로운 여객 터미널이 최근에 개장되었다. 공항은 지난 몇 년간 승객 수의 지속적인 증가를 알고 있었으며, 두 번째 확장 단계가 진행 중이다.
트램은 수도에 다시 도입되었고(2017년 말 첫 번째 핵심 노선 운영) 에슈쉬르알제트행 트램/경전철을 포함한 추가 노선이 계획되어 있다. 2019년에는 거의 모든 대중교통을 주민과 방문객이 자유롭게 이용할 수 있게 되었다.

## 전망
룩셈부르크 통계청의 발표에 따르면 룩셈부르크 경제는 2011년에 4.0% 성장할 것으로 예측되었다. 2010년 말과 2011년 초 경제상황이 특히 역동적이었지만 국제경제환경과 국가지표 측면에서 모두 둔화 조짐을 보였다. GDP 성장은 2012년에 침체기로 접어들었다.